# 프롬 프라다 투 나다
프롬 프라다 투 나다(From Prada to Nada)는 미국에서 제작된 엔젤 그라시아 감독의 2011년 코미디, 드라마, 멜로/로맨스 영화이다. 카밀라 벨 등이 주연으로 출연하였고 게리 길버트 등이 제작에 참여하였다.

## 출연

### 주연
- 카밀라 벨
- 알렉사 베가

### 조연
- 에이프릴 바울비
- 윌머 발더라마
- 니콜라스 디아고스토
- 아드리아나 바라자
- 베고나 나바에즈
- 카탈리나 로페즈
- 칼라 소우자
- 쿠노 벡커
- 데니즈 블래저
- 파블로 크루즈

## 제작진
- 공동제작: 로산나 아라우
- 미술: 안소니 스테이블리
- 세트: 에이다 로드리게즈
- 배역: 사리 나이트